# Charles Augustus C. Lasar

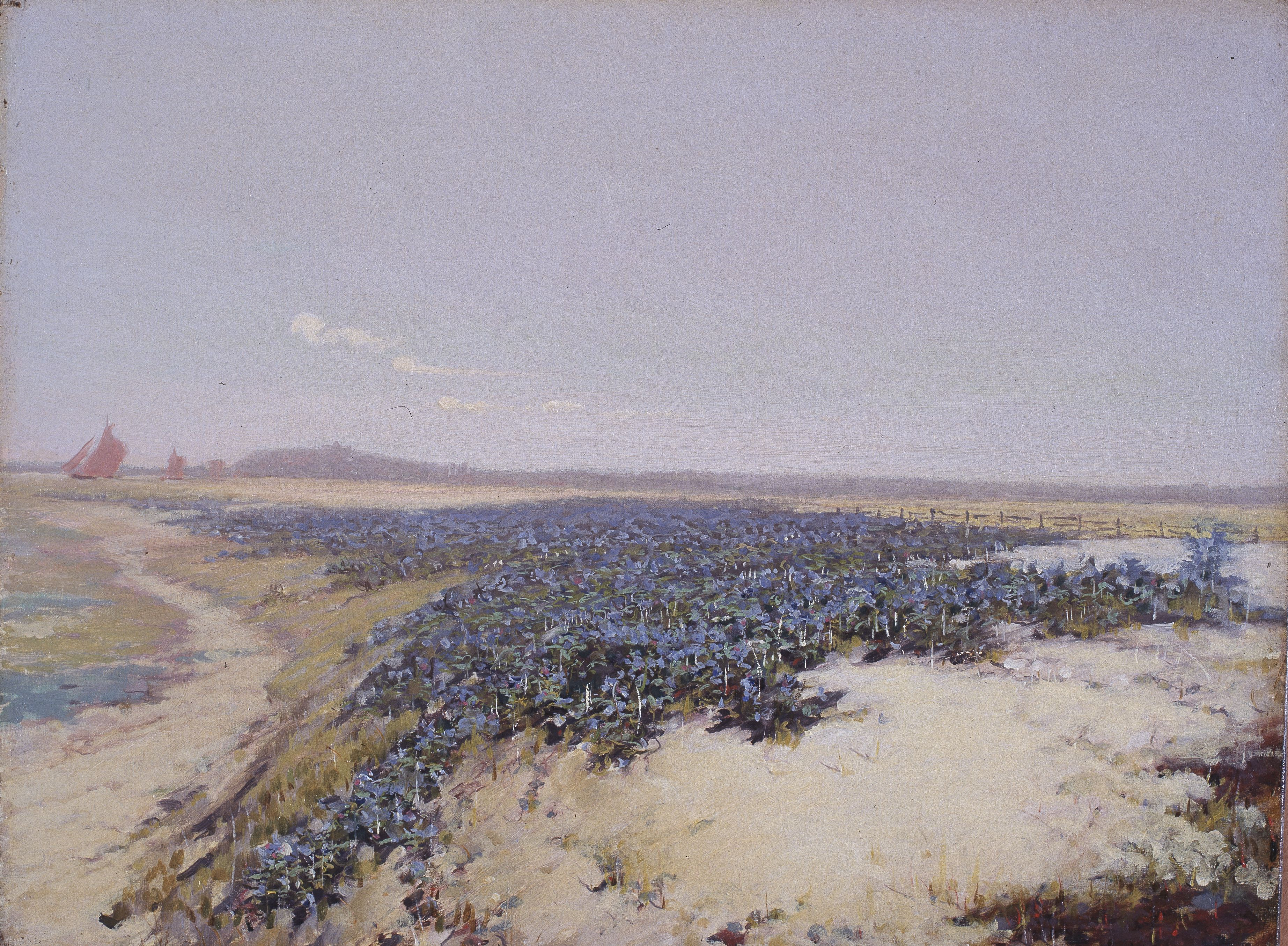
Charles Augustus C. Lasar: Mit Blumen bedeckte Dünen. Museum voor Schone Kunsten (MSK), Gent, Belgien

Charles Augustus C. Lasar, genannt Shorty (* 1856 in Johnstown, Pennsylvania; † 1936 in Neuilly-sur-Seine, Frankreich) war ein US-amerikanisch-französischer Maler und Kunstlehrer.

## Leben
Charles Augustus Lasar wurde 1856 in Johnstown, Pennsylvania geboren. Er ging nach Frankreich und studierte in Paris bei Jean-Léon Gérôme an der École des Beaux-Arts. Im Anschluss ließ er sich in Paris nieder, wo er dauerhaft lebte. Er nahm regelmäßig an Ausstellungen teil, unter anderem im Pariser Salon (1885–1887, 1889), bei der Weltausstellung in Paris 1889, sowie in Institutionen in den USA wie der Pennsylvania Academy of the Fine Arts, dem Art Institute of Chicago und der National Academy of Design. Lasar war besonders für seine Lehrtätigkeit bekannt. Zahlreiche seiner Schüler stammten aus den USA, viele davon waren Frauen. Er unterrichtete in Montparnasse und organisierte Malreisen mit Gruppen nach Auvers-sur-Oise, in die Normandie, nach Belgien, Holland und England. Er starb im Jahr 1936 in Neuilly-sur-Seine bei Paris.

## Werk
Charles Augustus Lasar war vor allem für seine Landschaftsgemälde bekannt. Seine Werke zeigen häufig pastorale Szenen, Flusslandschaften, Bäume, Heuhaufen und Kanäle. Er arbeitete oft im Freien („en plein air“) und verband Elemente des französischen Impressionismus mit tonalistisch geprägten Bildauffassungen. Seine Kompositionen zeigen eine zurückhaltende Farbpalette und sorgfältig abgestimmte Lichtverhältnisse. Typisch für ihn sind Werke wie Pastoral Landscape with Canal and Distant Haystacks (1893) und Trees by the River. Lasar signierte seine Werke gewöhnlich mit „C. LASAR“ und versah sie mit dem Entstehungsjahr.